# Mastigona bosniensis
Mastigona bosniensis ist eine Art der zu den Doppelfüßer gehörenden Samenfüßer und von Mittel- bis Osteuropa weit verbreitet.

## Merkmale
Die Körperlänge beträgt 9–19 mm. Der Körper besteht aus 30 Segmenten, ist gedrungen wurmförmig, die Körperoberfläche ist nicht glatt, sondern mit kleinen Seitenhöckern ausgestattet. Der Halsschild ist schmaler als der Kopf. Die Borsten sind mindestens so lang wie ein halber Körperring und auf jeder Seite des Kopfes befinden sich 19–24 Ommatidien. Der Körper ist dunkel gefärbt, meist mittel- bis dunkelbraun mit einer helleren Bauchseite. Die Borsten der Art wirken gekämmt. Durch den dunkleren Körper und die gekämmten Borsten unterscheidet sich die Art auch von Vertretern der Gattung Haasea, die einen helleren Körper und wirre Borsten aufweisen. Der Rücken weist einen breiten hellen Längsstrich auf, der Mastigophorophyllon saxonicum beispielsweise fehlt. Von Haploporatia eremita unterscheidet sich die Art dadurch, dass der Rückenstrich bei H. eremita wesentlich schmaler ist. Zudem besitzen die Männchen von H. eremita am 7. Körperring bauchwärts lange Fortsätze, die M. bosniensis fehlen. Der Längsstrich unterscheidet auch die Jugendstadien von Mastigona von den ähnlichen Jugendstadien von Craspedosoma und Haasea.

## Verbreitung
Mastigona bosniensis ist von Mittel- bis Osteuropa verbreitet. Die westlichsten Vorkommen finden sich in Ligurien und Mitteldeutschland, die östlichsten in Belarus und Bulgarien. Die nördlichsten Vorkommen liegen im russischen Oblast Kaliningrad, die südlichsten in Bulgarien. Bekannt ist die Art aus folgenden Ländern: Italien (Ligurien mit nur einem Fundpunkt, Venetien und Friaul-Julisch Venetien), Deutschland (Mittel-, Süd- und Ostdeutschland), Österreich (mit Ausnahme von Oberösterreich, Vorarlberg und dem Land Salzburg), Polen, Tschechien (mit Ausnahme des Südwestens), Slowenien, Kroatien (mit Ausnahme der Halbinsel Istrien, aber nicht entlang der Adriaküste), Slowakei, Ungarn (außer im Südosten), Bosnien und Herzegowina, Russland (Kaliningrad), Belarus (nur im Süden),  Ukraine (nur im äußersten Westen an der Grenze zu Polen und der Slowakei), Serbien (im zentralen Osten) und Bulgarien (ein Fundpunkt im zentralen Westen).
In Deutschland ist die Art aus folgenden Bundesländern bekannt: Baden-Württemberg, Bayern, Thüringen, Sachsen-Anhalt, Sachsen und eventuell Mecklenburg-Vorpommern. In Baden-Württemberg gibt es Vorkommen westlich von Ulm. In Bayern lebt die Art im Wettersteingebirge und in den Bayerischen Voralpen. Aus dem 20. Jahrhundert sind auch Funde aus der Nähe von München, Augsburg und Regensburg bekannt. Ein stark isolierter Fundort von 1917 befindet sich auch im Naturpark Bayerische Rhön. In Thüringen kommt die Art von den zentralen Teilen bis in den Norden des Bundeslandes vor, bis ins angrenzende Sachsen-Anhalt, wo die Art nur im äußersten Süden nahe der Grenze zu Thüringen zu finden ist. In Sachsen gibt es neben einem isolierten Fundort im Nordwesten Vorkommen in der östlichen Hälfte des Bundeslandes, vor allem nahe der Grenze zu Polen und Tschechien. Ob die Art im Nordosten Mecklenburg-Vorpommerns zu finden ist, ist unklar. Ein Fundort in Kime & Enhghoff (2021) liegt in Mecklenburg-Vorpommern, könnte sich aber auf die polnische Seite Usedoms beziehen. Zumindest ist die Art sehr nahe der deutschen Grenze im Nordwesten Polens zu finden, Vorkommen in Mecklenburg-Vorpommern sind daher gut möglich. Ähnlich verhält es sich mit dem äußersten Südosten Brandenburgs.

## Lebensraum
In Deutschland findet sich die Art fast nur in montanen Lagen der Mittelgebirge und Gebirge, aber auch in der Ebene Nordostdeutschlands. Durch das größere Lichtbedürfnis der Art findet sie sich meist in lichten Buschwäldern oder in freiem Gelände. Das Feuchtigkeitsbedürfnis ist eher gering. In Thüringen ist die Art im Leutratal eurytop mit einem Schwerpunkt auf Wirtschaftswiesen, kommt aber auch auf Halbtrockenrasen vor. In Sachsen bewohnt die eurytope Art Wälder, sehr feuchte Stellen von Steinbrüchen, Uferbereiche von Flüssen und Bächen, findet sich in der Oberlausitz aber nur im Hügel- und Bergland, nicht im Flachland. In Baden-Württemberg wurde die Art auf Halbtrockenrasen gefunden.
In Deutschland gilt die Ostart als selten, aber ungefährdet.

## Lebensweise
Phänologisch betrachtet handelt es sich um eine einjährige Herbstart. Erwachsene findet man nur im Herbst oder seltener auch im zeitigen Frühjahr. Sie sterben nach Kopulation bzw. Eiablage, die entweder vor oder kurz nach der Winterruhe stattfindet, ab, weshalb zwischen März und Juni keine adulten Tiere gefunden werden. Ab Mai schlüpfen die Jungtiere und wachsen heran. Die älteren Jugendstadien werden im August und September aktiver. Zwischen August und Oktober werden aus ihnen adulte Tiere. Das Aktivitätsmaximum der Art liegt im Oktober.
Zur Paarung versuchen die Männchen die Weibchen zu ergreifen. Dazu hebt das Männchen in Gegenwart eines Weibchens das vordere Drittel des Körpers vom Boden ab, bringt es nahe an das Weibchen heran, ohne dieses jedoch zu berühren, spreizt seine kräftigen vorderen Laufbeine ab, verharrt einige Sekunden und greift dann mit ihnen blitzschnell innerhalb einer Zehntelsekunde zu. Diese wenig ausgefeilte Methode erbringt aber auch nur einen geringen Erfolg, denn bei nur etwa 10 % der beobachteten Versuche erreichen die Männchen die Herbeiführung der Paarungsstellung. Die Weibchen fertigen ein Eigespinst an, in dessen Inneren das Eipaket von einem zweiten Gespinst umgeben ist. Der Luftraum zwischen den Seidenschichten verbessert die Luftzirkulation und dient dem Erhalt einer hohen Luftfeuchtigkeit im Gelege. Die Weibchen betreiben offensichtlich Brutpflege, da sie eingeschlossen in dem Seidenkokon angetroffen wurden, innerhalb dessen sie sich um das Eipaket eingerollt hatten.

## Taxonomie
Zu der Art existieren eine Reihe Synonyme. Dazu zählen:
- Craspedosoma mutabile var. fasciata Latzel, 1884
- Craspedosoma mutabile var. fasciatum  Latzel, 1884
- Heteroporatia bosniense Verhoeff, 1897
- Heteroporatia bosniense var. vihorlaticum Attems, 1899
- Heteroporatia bosniensis var. vihorlatica Attems, 1899
- Heteroporatia mehelyi Verhoeff, 1897
- Heteroporatia vihorlatica Attems, 1899
- Heteroporatia vihorlaticum Attems, 1899
- Mastigona bosniense (Verhoeff, 1897)
- Mastigona mehelyi  Verhoeff, 1897
- Mastigona vihorlatica (Attems, 1899)
- Mastigona vihorlaticum (Attems, 1899)
- Xiphochaeteporatia bosniense (Verhoeff, 1897)
- Xiphochaeteporatia bosniensis (Verhoeff, 1897)